# State Line, Mississippi
State Line là một thành phố thuộc quận Greene, tiểu bang Mississippi, Hoa Kỳ. Năm 2010, dân số của thành phố này là 565 người.

## Dân số
- Dân số năm 2000: 555 người.
- Dân số năm 2010: 565 người.